# Svatí pochodují
Svatí pochodují, v originále When the Saints Go Marching In, je černošský spirituál, který patří k nejznámějším světovým melodiím, zejména proto, že ho s oblibou hrály jazzové kapely a dechové orchestry. Pravděpodobně se vyvinula na začátku 20. století z hymnu z pera sbormistra Jamese Miltona Blacka When the Saints are Marching In (1896). První nahrávka písně pochází z roku 1923 a je od Paramount Jubilee Singers. K nejslavnějším patří nahrávka Louise Armstronga z roku 1938. Poté píseň nahrála řada dalších umělců: Judy Garlandová, Bing Crosby, Jarry Lee Lewis nebo Elvis Presley. Na zahajovacím ceremoniálu olympijských her v Los Angeles roku 1984 ji zazpívala Etta Jamesová. Píseň je také oblíbená mezi britskými fotbalovými fanoušky, jako svůj chorál ji užívají tradičně fanoušci St. Mirren FC nebo Southampton FC, v přetextované podobě pak například FC Liverpool (When the Reds Go Marching In) nebo Tottenhamu Hotspurs (When the Spurs Go Marching In). Text původní písně je inspirován Zjevením svatého Jana a představou apokalypsy a posledního soudu.